# Yosemitea latifrons
Yosemitea latifrons är en stekelart som beskrevs av Boucek 1993. Yosemitea latifrons ingår i släktet Yosemitea och familjen puppglanssteklar. Inga underarter finns listade i Catalogue of Life.